# Greatwood
Greatwood és una concentració de població designada pel cens dels Estats Units a l'estat de Texas. Segons el cens del 2000 tenia 6.640 habitants.

## Demografia
Segons el cens del 2000, Greatwood tenia 6.640 habitants, 2.250 habitatges, i 2.034 famílies. La densitat de població era de 659,1 habitants per km².
Dels 2.250 habitatges en un 50,9% hi vivien nens de menys de 18 anys, en un 86,1% hi vivien parelles casades, en un 2,6% dones solteres, i en un 9,6% no eren unitats familiars. En el 7,9% dels habitatges hi vivien persones soles l'1,1% de les quals corresponia a persones de 65 anys o més que vivien soles. El nombre mitjà de persones vivint en cada habitatge era de 2,94 i el nombre mitjà de persones que vivien en cada família era de 3,1.
Per edats la població es repartia de la següent manera: un 30,8% tenia menys de 18 anys, un 2,2% entre 18 i 24, un 39,6% entre 25 i 44, un 22,9% de 45 a 60 i un 4,4% 65 anys o més.
L'edat mediana era de 35 anys. Per cada 100 dones de 18 o més anys hi havia 99,3 homes.
La renda mediana per habitatge era de 107.917 $ i la renda mediana per família de 110.818 $. Els homes tenien una renda mediana de 80.260 $ mentre que les dones 49.471 $. La renda per capita de la població era de 45.609 $. Aproximadament el 0,8% de les famílies i el 0,9% de la població estaven per davall del llindar de pobresa.

## Poblacions més properes
El següent diagrama mostra les poblacions més properes.